# Ménage (filme)
Ménage é um filme de suspense brasileiro de 2022, dirigido por Luan Cardoso, que também escreve o roteiro em parceria com Lucca Bertollini e Ana Souto, os quais também produzem o filme ao lado de Daniella Origuela. O filme acompanha a trajetória de três políticos ao longo de uma noite regada a drogas e relações sexuais, que culmina na morte de uma garota por overdose.
O filme teve sua estreia mundial em 9 de dezembro de 2020 no Rio Fantastik Festival e foi lançado no Brasil a partir de 17 de março de 2022 pela Lira Filmes.

## Sinopse
Em um motel, três políticos se reúnem para viver uma noite de sexo e muita droga após um evento de convenção nacional do partido que os três fazem parte. A situação parece estar sob controle até eles constatarem a morte de uma garota de programa que os acompanhava por causa de uma overdose de heroína. O advogado Veiga (Lino Camilo), o deputado Roberto (Francisco Gaspar) e o candidato a governador Ariel (Vinícius Ferreira) precisam buscar uma maneira de contornar essa situação.

## Elenco
| Ator/Atriz                              | Personagem                           |
| --------------------------------------- | ------------------------------------ |
| Vinícius Ferreira                       | Ariel Albuquerque                    |
| Francisco Gaspar                        | Roberto Rodrigues                    |
| Lino Camilo                             | Veiga Oliveira                       |
| Elisa Telles                            | Maria Cristina                       |
| Ana Souto                               | Andréia                              |
| Lorena Anderaos                         | Manoela                              |
| Fernando de Paula                       | Oswaldo                              |
| Restante do elenco em ordem alfabética: |                                      |
| Bruna Aiiso                             | Mulher do Veiga                      |
| Felipe Azevedo                          | Homem de terno claro                 |
| Admir Calazans                          | Homem na Piscina 02                  |
| Thais Campos                            | Prostituta com Soraia                |
| Adelino Costa                           | Assessor político / cabo eleitoral 2 |
| Willer Costa                            | Amigo de homem terno claro           |
| Rapha Crispim                           | Professora                           |
| Marlon Teixeira da Cruz                 | Prostituta 01                        |
| William Goia França                     | Segurança da Festa                   |
| Marcos Garbelini                        | Motorista de Ariel                   |
| Tania Akemi Gushiken                    | Mulher do Ariel                      |
| Thomas Harres                           | Evandro                              |
| Leona Jhovs                             | Soraia                               |
| Francisco Kokotch                       | Juan                                 |
| César Lacerda                           | Locutor da TV                        |
| Rafael Batista Leite                    | Homem na piscina 01                  |
| Edson Mendez                            | Juiz com meia arrastão               |
| Diego Monteiro                          | Cabo                                 |
| Morfeu                                  | Homem Tatuado / Homem X              |
| Aysha Nascimento                        | Cabo Eleitoral 03                    |
| Eliezer Augusto Macedo Neto             | Professor                            |
| Daniela Oliveira                        | Cida (empregada de Ariel)            |
| Eduardo Rodrigues Oliveira              | Velhinho da enceradeira              |
| Lucas Oliveira                          | Motorista do Uber                    |
| Matheus Prestes                         | Empresário                           |
| Raphael Ricci                           | Flanelinha                           |
| Karina Mayra Sodré                      | mulher do Roberto                    |

## Produção
O filme é um thriller de baixo orçamento, que mistura suspense e fantasia para representar o submundo da política brasileira. Foi produzido pela empresa Quixó Produções, com produção assinada pelo próprio diretor, Luan Cardoso, Lucca Bertolini, Daniella Origuela e Ana Souto. O roteiro é assumidamente autoral e também é escrito parcialmente pelo próprio diretor. A produção buscou referências nos famosos filmes da era da Boca do Lixo, produzidos no Brasil na década de 1970. As gravações aconteceram em 2017.

## Lançamento
A estreia mundial de Ménage aconteceu em 9 de dezembro de 2020, quando foi selecionado para ser exibido no Rio Fantastik Festival, onde foi eleito como melhor filme. Em janeiro de 2021 estreou na Grécia no Athens International Monthly Art Film Festival. Em 28 de janeiro de 2021 foi exibido no Reino Unido durante o evento Lift-Off Global Network. Em fevereiro, foi lançado na Turquia durante o Anatolia International Film Festival.
Em março de 2021, voltou a ser exibido no Brasil no Festival de Cinema de Caruaru e no Inhapim Cine Festival. No mês seguinte, abril, foi exibido no Festival de Cinema Fantástico de Porto Alegre. No mesmo mês ainda foi exibido no Canadá no Toronto Independent Festival of Cift e na Colômbia no SFTF Film Festival. Em maio, foi exibido nos festivais brasileiros FESTCiMM e Festival Saindo da Gaveta. Em 15 dezembro de 2021 estreou em Portugal no Lisbon Cinefest.
O lançamento comercial no Brasil ocorreu em 17 de março de 2022 em 12 cidades Brasileiras onde ficou 4 semanas em cartaz.

## Recepção

### Crítica
O filme teve carreira exitosa no circuito de festivais do gênero fantástico, tendo ganhado 24 prêmios nos 20 festivais em que participou. Seu lançamento comercial em 14 salas de cinema no Brasil, recebeu críticas mistas e calorosas por parte dos críticos de cinema. 
Rodrigo Fonseca do jornal carioca Correio da Manhã definiu o filme como “Um surpreendente ensaio de suspense político no cinema brasileiro, capaz de dialogar com os bem-sucedidos exercícios dessa cartilha, sobretudo “O corte” (2005), de Costa-Gravas.”.
Gabriel Elysio do site Republica do Medo comenta que "Cardoso coloca em tela o desprezo que a classe política tem pela própria política."
Do site Esqueletos no Armário, Gustavo Fiaux: "É instigante assistir a um filme nacional que foge da tangente e fala tão abertamente sobre política pelo viés do horror, como faz Ménage, um thriller psicológico com requintes de crueldade e surrealismo."
Escrevendo para o website Esquina da Cultura, Matheus Mans definiu o filme como bem intencionado em sua proposta, porém com uma execução mediana: "Ménage merece atenção por ser apenas o primeiro filme de Cardoso, tão jovem e que mostra talento -- só a mudança de direção da narrativa já é rica demais."

## Prêmios e indicações
| Ano  | Associações                                            | Categoria                       | Nomeações                                        | Resultado |
| ---- | ------------------------------------------------------ | ------------------------------- | ------------------------------------------------ | --------- |
| 2023 | Prêmio ABC 2023                                        | Melhor Edição                   | Luan Cardoso                                     | Indicado  |
| 2023 | 49º Festival Sesc Melhores Filmes                      | Melhor Filme                    |                                                  | Indicado  |
| 2023 | 49º Festival Sesc Melhores Filmes                      | Melhor Diretor                  | Luan Cardoso                                     | Indicado  |
| 2023 | 49º Festival Sesc Melhores Filmes                      | Melhor Elenco                   | Vinicius Ferreira/ Lino Camilo/ Francisco Gaspar | Indicado  |
| 2023 | 49º Festival Sesc Melhores Filmes                      | Melhor Roteiro                  | Luan Cardoso, Ana Souto e Lucca Bertollini       | Indicado  |
| 2023 | 49º Festival Sesc Melhores Filmes                      | Melhor Fotografia               | Vinicius Duran                                   | Indicado  |
| 2020 | Rio Fantastik Festival                                 | Melhor Filme                    | Luan Cardoso                                     | Venceu    |
| 2020 | Rio Fantastik Festival                                 | Melhor Diretor                  | Luan Cardoso                                     | Venceu    |
| 2020 | Rio Fantastik Festival                                 | Melhor Ator (menção honrosa)    | Vinícius Ferreira                                | Venceu    |
| 2021 | Athens International Monthly Art Film Festival         | Melhor Roteiro Original         | Luan Cardoso, Ana Souto e Lucca Bertollini       | Venceu    |
| 2021 | Brazil International Monthly independent Film Festival | Melhor Filme                    | Luan Cardoso                                     | Venceu    |
| 2021 | Brazil International Monthly independent Film Festival | Melhor Diretor                  | Luan Cardoso                                     | Venceu    |
| 2021 | FestCine Pedra Azul                                    | Melhor Diretor                  | Luan Cardoso                                     | Venceu    |
| 2021 | FestCine Pedra Azul                                    | Melhor Cinematografia           | Vinicius Duran                                   | Venceu    |
| 2021 | Inhapim Cine Festival                                  | Melhor Diretor                  | Luan Cardoso                                     | Venceu    |
| 2021 | Inhapim Cine Festival                                  | Melhor Ator                     | Lino Camilo                                      | Venceu    |
| 2021 | Inhapim Cine Festival                                  | Melhor Ator Coadjuvante         | Vinícius Ferreira                                | Venceu    |
| 2021 | Inhapim Cine Festival                                  | Melhor Edição                   |                                                  | Venceu    |
| 2021 | Inhapim Cine Festival                                  | Melhor Som                      |                                                  | Venceu    |
| 2021 | Lisbon CineFest                                        | Melhor Filme de Baixo Orçamento | Luan Cardoso                                     | Venceu    |
| 2021 | London International Monthly Film Festival             | Menção Honrosa                  | Luan Cardoso                                     | Venceu    |
| 2021 | Tietê International Film Awards                        | Melhor Roteito                  | Luan Cardoso, Ana Souto e Lucca Bertollini       | Venceu    |
| 2021 | Tietê International Film Awards                        | Melhor Ator                     | Vinícius Ferreira                                | Venceu    |
| 2021 | Tietê International Film Awards                        | Prêmio Social                   | Luan Cardoso                                     | Venceu    |
| 2021 | Festcimm - Festival de Cinema no Meio do Mundo         | Melhor Fotografia               |                                                  | Venceu    |
| 2021 | Festcimm - Festival de Cinema no Meio do Mundo         | Melhor Ator (menção honrosa)    | Francisco Gaspar                                 | Venceu    |
| 2021 | Festival Saindo da Gaveta                              | Melhor Filme (voto popular)     |                                                  | Venceu    |
| 2021 | Festival Saindo da Gaveta                              | Melhor Edição                   |                                                  | Venceu    |